# Kurt Rödel
Kurt Rödel (* 23. November 1904 in Irchwitz; † 19. November 1942 in Hamburg) war ein deutscher Turner aus Greiz.

## Leben
Kurt Rödel war von Beruf Weber. Bereits mit fünfzehn Jahren wurde er Mitglied des ATSB. Er wurde Sieger im Turn-Mehrkampf bei den Arbeiterolympiaden 1925 in Frankfurt am Main und 1931 in Wien. Beim Gastturnen des MTV Altenburg im Dezember 1937 turnte er neben Ernst Tetzner, Kurt Otto (Leuna), Otto Schumacher (Leipzig), Kurt Haustein (Leipzig), Hans Friedrich (München), Alfred Müller (Leuna) und Karl Stadel (Wünsdorf) mit der Deutschlandriege. Ende März/Anfang April 1938 turnte er als Mitglied der Deutschlandriege auf einer Werbereise in Österreich. Auf dieser Reise waren 36 deutsche Spitzenturner in zwei Deutschlandriegen versammelt worden.
Kurt Rödel fiel im Zweiten Weltkrieg bei einem Fliegerangriff auf Hamburg. Er hinterließ seine ebenfalls aus Greiz stammende Frau Hedwig, geborene Horlbeck. Sein Grab befindet sich auf dem Reinsdorfer Friedhof.
Die Sportschule „Kurt Rödel“ in der Beethovenstraße in Greiz trägt seit 1956 seinen Namen und das ehemalige Haus der Turnerschaft Greiz ist heute als Sporthalle „Kurt Rödel“ geläufig. in der Vater-Jahn-Straße 2 nach ihm benannt. In Greiz wurden ihm zu Ehren die Kurt-Rödel-Gedächtnisturniere ausgetragen. Zudem verleiht der Kreissportbund Greiz für besondere sportliche Leistungen und Verdienste die „Kurt-Rödel-Ehrenplakette“ mit Nadel und Urkunde.